# Podgrad (Šentjur, Slovenija)
Podgrad je naselje u slovenskoj Općini Šentjuru. Podgrad se nalazi u pokrajini Štajerskoj i statističkoj regiji Savinjskoj. 

## Stanovništvo
Prema popisu stanovništva iz 2002. godine naselje je imalo 183 stanovnika.